# 伊藤治興
伊藤 治興（いとう はるおき、寛永2年（1662年）‐寛保元年（1741年）4月23日）は、江戸時代中期の武士。姫路藩、村上藩、古河藩の藩主となった本多家の家臣。主に本多忠国・本多忠孝・本多忠良の3代に仕えた。赤穂浪士四十七士の一人・吉田兼亮の娘婿にあたる。通称は十郎大夫（じゅうろうだいふ）、晩年に八郎右衛門（はちろうえもん）。
元禄7年（1694年）7月7日、吉田兼亮の娘さんと結婚した。その間に嫡男伊藤治行を儲けた。また赤穂事件後に吉田兼亮の子で伊豆大島へ遠島になった吉田兼直は、本多忠国から金19両米19俵を送られているが、おそらく吉田家親族で本多家家臣の伊藤の働きかけと考えられる。その後、主家本多家が古河藩に移されたので伊藤家もそこへ移った。死後にはさんの墓所である、古河長谷永仙院に共に葬られた。戒名は勇猛院釈宗精信士。のちに永仙院は廃寺となった。
なお、嫡男・治行は古河に寺坂吉右衛門を呼び「伊藤十郎太夫治行聞書覚」を書き、「寺坂は愛慕すべき下僕であり、兼亮はうそつき」と祖父を非難し寺坂を讃えている。